# Martinice (Březnice)
Martinice jsou vesnice a část města Březnice v okrese Příbram ve Středočeském kraji. Nachází se asi dva kilometry jižně od Březnice. Martinice leží v katastrálním území Martinice u Březnice o rozloze 2,72 km².

## Historie
První písemná zmínka o vesnici pochází z roku 1384.
V roce 1932 byly v obci (111 obyvatel) evidovány tyto živnosti a obchody: lesní družstvo, hostinec, mlýn, dva rolníci a trafika.

## Obyvatelstvo
| Rok            | 1869 | 1880 | 1890 | 1900 | 1910 | 1921 | 1930 | 1950 | 1961 | 1970 | 1980 | 1991 | 2001 | 2011 | 2021 |
| -------------- | ---- | ---- | ---- | ---- | ---- | ---- | ---- | ---- | ---- | ---- | ---- | ---- | ---- | ---- | ---- |
| Počet obyvatel | 131  | 137  | 128  | 122  | 119  | 118  | 114  | 97   | 68   | 68   | 58   | 49   | 50   | 62   | 51   |
| Počet domů     | 20   | 20   | 20   | 20   | 20   | 20   | 20   | 23   | 18   | 19   | 17   | 23   | 24   | 24   | 23   |

## Obecní správa
Při sčítání lidu v letech 1850–1899 Martinice byly osadou obce Počaply v okrese Blatná. V letech 1900–1975 byly samostatnou obcí, se kterým patřily nejprve do okresu Blatná, ale od roku 1960 v okrese Příbram. Od 1. ledna 1976 jsou částí města Březnice v okrese Příbram.

## Společnost
Ve vesnici se konají závody v parkurovém skákání a drezuře v místním jezdeckém resortu.[chybí lepší zdroj]

## Pamětihodnosti
- na návsi se nachází udržovaná kaple se zvoničkou čtverhranného půdorysu
- několik staveb lidové architektury (zejména čp. 3, 5 a 19)
- kovový krucifix na žulovém podstavci u cesty k Hornímu Martinickému rybníku (poblíž domu čp. 6)
- hradiště Hradec z doby halštatské a hradištní[9]
- památný strom Martinická hrušeň
- rybníky Holubovský a Oblouček severovýchodně od vsi, chráněné v rámci přírodní památky Březnice – Oblouček

## Galerie

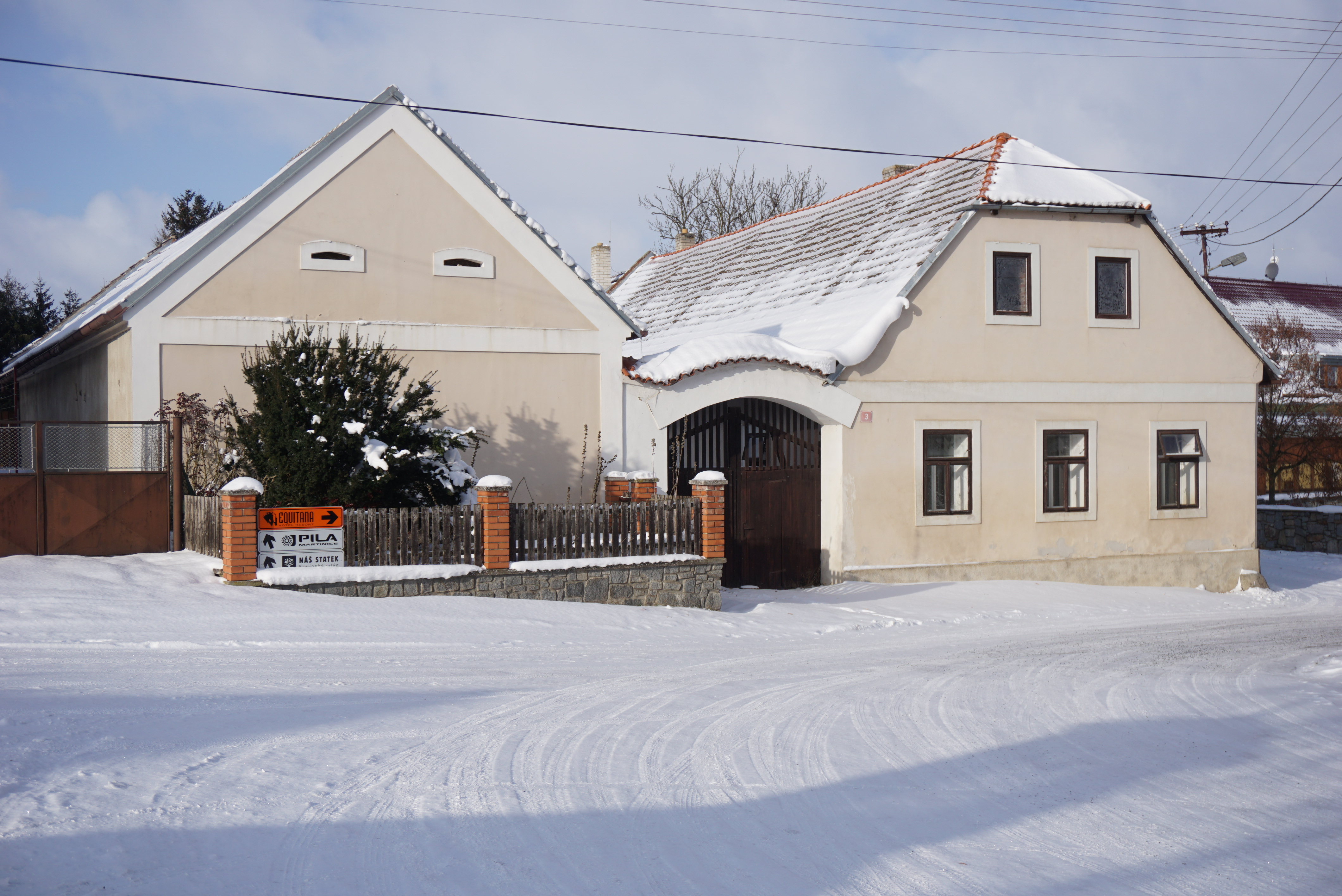
Usedlost čp. 3
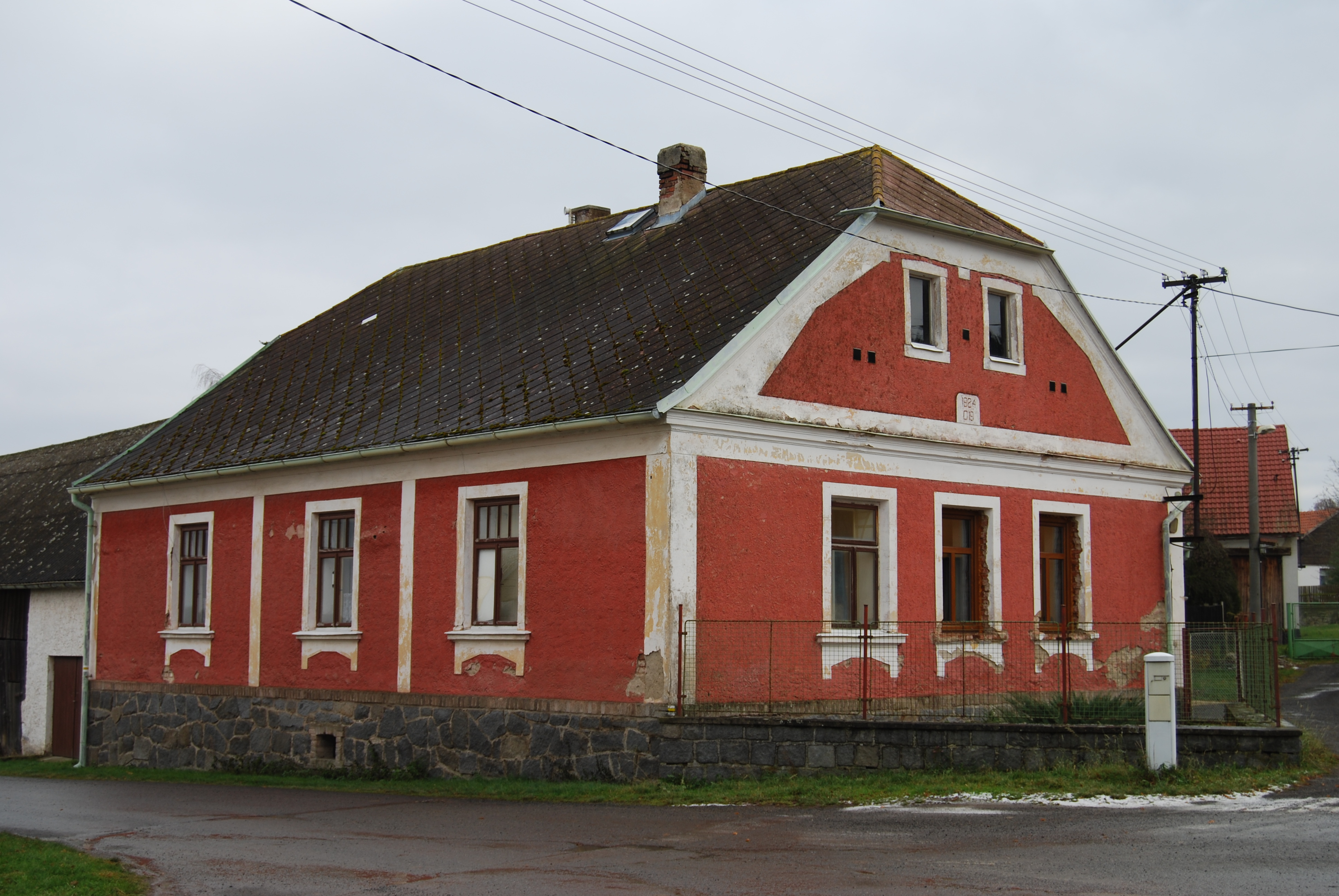
Dům čp. 19
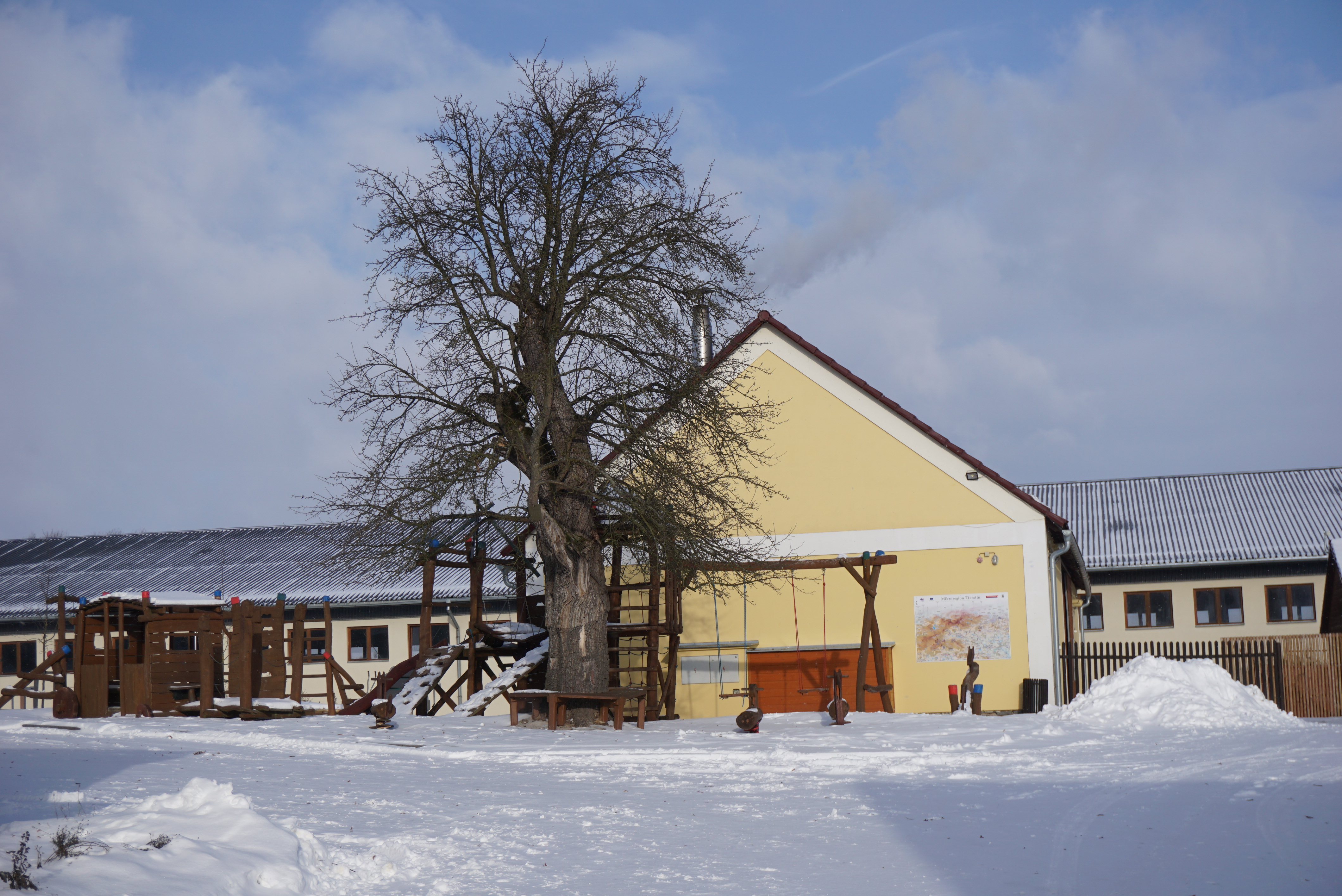
Martinická hrušeň
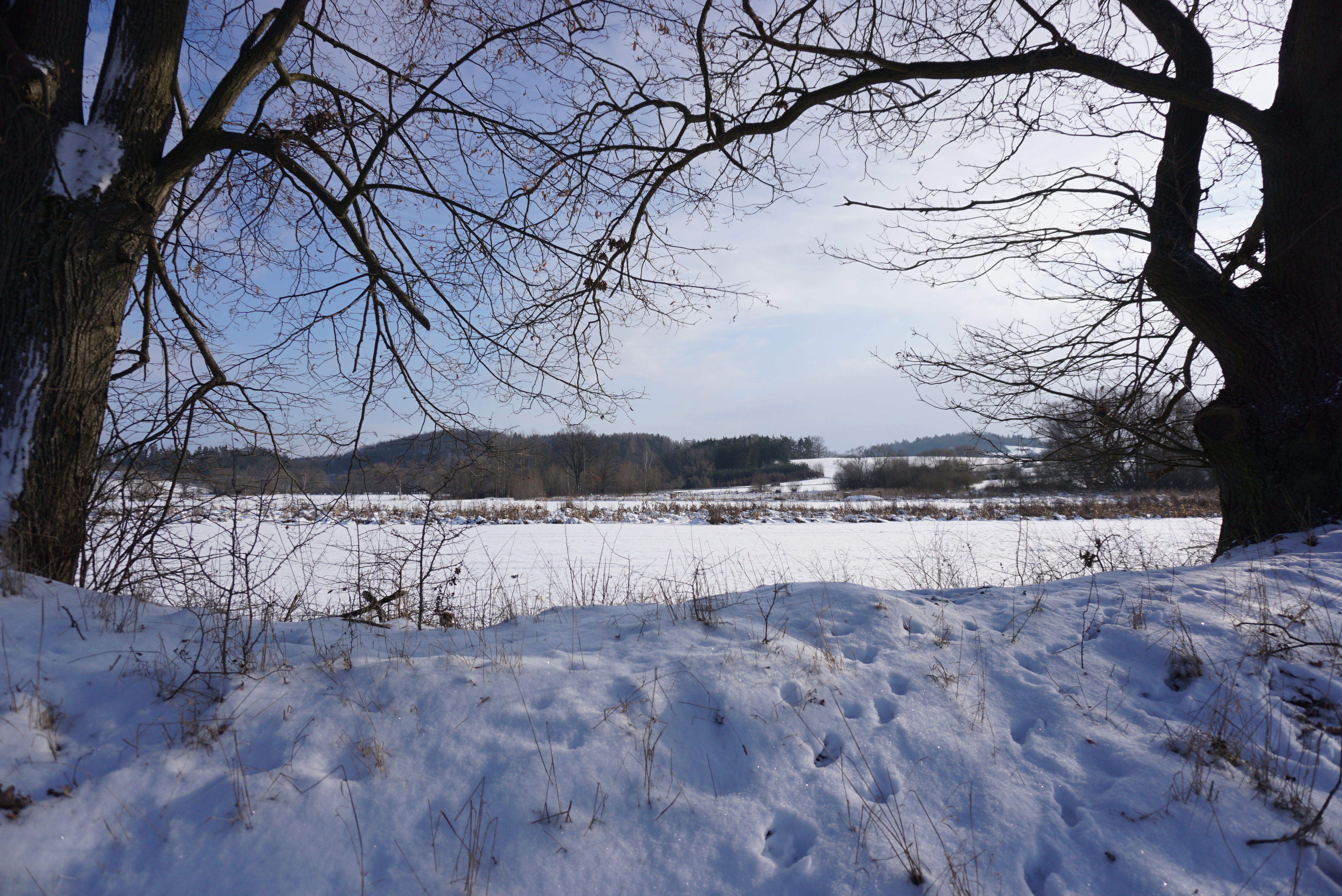
Holubovský rybník (PP Březnice – Oblouček)